# Europameisterschaft der Senioren (Tischtennis)
Die Tischtennis-Europameisterschaft der Senioren (engl.: European Veterans’ Championships) wurde erstmals vom 2. bis 8. Juli 1995 in Wien ausgetragen. Die Veranstaltung findet alle zwei Jahre im Wechsel mit der Weltmeisterschaft der Senioren statt.
Spielberechtigt bei Seniorenveranstaltungen im Tischtennis sind zurzeit Spieler, die im Veranstaltungsjahr 40, 45, 50, 55, 60, 65, 70, 75, 80 oder 85 Jahre alt werden oder sind. Es gibt somit – und zwar seit der EM im norwegischen Sandefjord im Jahr 2023 – insgesamt zehn Altersklassen, in denen im Einzel und im Doppel die Europameister ermittelt werden.

## Die Austragungsorte
1995 in Wien (Österreich) vom 2. bis zum 8. Juli 1995
1997 in Prag (Tschechien) vom 30. Juni bis zum 6. Juli 1997
1999 in Göteborg (Schweden) vom 26. Juni bis zum 3. Juli 1999
2001 in Aarhus (Dänemark) vom 25. bis zum 30. Juni 2001
2003 in Courmayeur (Italien) vom 23. bis zum 29. Juni 2003
2005 in Bratislava (Slowakei) vom 20. bis zum 25. Juni 2005
2007 in Rotterdam (Niederlande) vom 25. bis zum 30. Juni 2007
2009 in Poreč (Kroatien) vom 15. bis zum 20. Juni 2009
2011 in Liberec (Tschechien) vom 20. bis zum 25. Juni 2011
2013 in Bremen (Deutschland) vom 27. Mai bis zum 1. Juni 2013
2015 in Tampere (Finnland) vom 29. Juni bis zum 4. Juli 2015
2017 in Helsingborg (Schweden) vom 26. Juni bis zum 1. Juli 2017
2019 in Budapest (Ungarn) vom 1. bis zum 6. Juli 2019
2021 in Cardiff (Wales) vom 21. bis zum 27. Juni 2021 (wegen Corona-Pandemie ausgefallen)
2022 in Rimini (Italien) vom 25. Juni bis zum 2. Juli 2022
2023 in Sandefjord (Norwegen) vom 25. Juni bis zum 2. Juli 2023
2025 in Novi Sad (Serbien) vom 15. bis zum 22. Juni 2025
2027 in Riga (Lettland) voraussichtlich vom 28. Juni bis zum 3. Juli 2027

## Erfolgreichste Teilnehmer
Damen:
Erfolgreichste Teilnehmerin ist die Deutsche Marianne Blasberg mit sechzehn Titeln (10 Einzel- und 6 Doppeltitel). Sie hat damit die meisten Einzeltitel und Titel insgesamt bei der Europameisterschaft der Senioren gewonnen.
Herren:
Bei den Herren sind Curt Österholm (SWE) und Lesley D´Arcy (ENG) mit jeweils 9 Titeln die erfolgreichsten Teilnehmer. Österholm gewann 4 Einzel- und 5 Doppeltitel, während D´Arcy 5 Einzel- und 4 Doppeltitel erringen konnte.
Doppel:
Das erfolgreichste Doppel ist die dänische Kombination Susanne Pedersen/Annie Ramberg, die ihre insgesamt sechs Titel in Folge (1997–2007) gewinnen konnten.

## Siegerliste

### 1995 in Wien
Senioren-40-Einzel:
1. Josef Dvořáček (CZE) -
2. Li Yuxiang (GER)
Senioren-40-Doppel:
1. Milan Orlowski/Josef Dvořáček (CZE) -
2. Herbert Neubauer/Liang Geliang (SUI/GER)
Seniorinnen-40-Einzel:
1. Agnes Gardos (HUN) -
2. Miluse Labikova (CZE)
Seniorinnen-40-Doppel:
1. Agnes Gardos/Elisabeth Deistler (HUN/AUT) -
2. Anna Molnar/Beatrix Kishazi-Kecskes (HUN)
Senioren-50-Einzel:
1. Edvard Vecko (SLO) -
2. Günter Heine (AUT)
Senioren-50-Doppel:
1. Edvard Vecko/Slobodan Nisavic (SLO) -
2. Gerhard Albrecht/Hans-Dieter Wüste (GER)
Seniorinnen-50-Einzel:
1. Ev-Kathleen Zemke (GER) -
2. Trauda Klemetsch (AUT)
Seniorinnen-50-Doppel:
1. Carla Strauß/Elke Hamel (GER) -
2. Ev-Kathleen Zemke/Karin Niemeyer (GER)
Senioren-60-Einzel:
1. Horst Hirt (GER) -
2. Georg Karlsson (SWE)
Senioren-60-Doppel:
1. Derek Schofield/Matthew Sheader (ENG) -
2. Heinz Burkart/Hansjörg Gäßler (GER)
Seniorinnen-60-Einzel:
1. Pamela Butcher (ENG) -
2. Edith Santifaller (ITA)
Seniorinnen-60-Doppel:
1. Ilse Lantermann/Waltraud Zehne (GER) -
2. Marianne Blasberg/Magdalena Kucharska (GER/POL)
Senioren-70-Einzel:
1. Hubert Levinge (IRL) -
2. Curt Österholm (SWE)
Senioren-70-Doppel:
1. Rune Forsberg/Curt Österholm (SWE) -
2. Johann Englmaier/Alfred Kocher (GER)
Seniorinnen-70-Einzel:
1. Olga Devicenska (LAT) -
2. Mavis van Gelder (BEL)
Seniorinnen-70-Doppel:
1. Andree Crevecoeur/Mavis van Gelder (BEL) -
2. Jeanne Delay/Geneviève Rebattet (FRA)
Senioren-80-Einzel:
1. Marcel Orlowski (CZE) -
2. Heinz Schwarz (GER)
Senioren-80-Doppel:
1. Isse Larsson/Erik Tanmark (SWE) -
2. Marcel Orlowski/M. Rezek (CZE)
Seniorinnen-80-Einzel:
1. Maria Sammer (GER) -
2. Märtha Göransson (SWE)
Seniorinnen-80-Doppel:
1. Märtha Göransson/Inez Närting (SWE) -
2. Ernestine Rajnoha/Maria Sammer (AUT/GER)

### 1997 in Prag
Senioren-40-Einzel:
1.	Milan Orlowski (CZE)
Senioren-40-Doppel:
1.	M. Schenk/P. Spacek (CZE)
Seniorinnen-40-Einzel:
1.	Dana Bayerova (CZE)
Seniorinnen-40-Doppel:
1.	S. Petersen/Annie Ramberg (DEN)
Senioren-50-Einzel:
1.	Herbert Neubauer (SUI)
Senioren-50-Doppel:
1.	D. Surbek/E. Vecko (CRO/SLO)
Seniorinnen-50-Einzel:
1.	Jitka Nyklová (CZE)
Seniorinnen-50-Doppel:
1.	J. Hummelova/J. Nyklová (CZE)
Senioren-60-Einzel:
1.	Horst Hirt (GER)
Senioren-60-Doppel:
1.	Horst Hirt/H. Neusser (GER)
Seniorinnen-60-Einzel:
1.	Nicole Pillière (FRA)
Seniorinnen-60-Doppel:
1.	G. Kahns/E. Santifaller (DEN/ITA)
Senioren-65-Einzel:
1.	Henri Yahiel (FRA)
Senioren-65-Doppel:
1.	H. Koula/H. Zemsch (GER)
Seniorinnen-65-Einzel:
1.	Waltraud Zehne (GER)
Seniorinnen-65-Doppel:
1.	I. Bauer/G. Haubt (GER)
Senioren-70-Einzel:
1.	Pierre Zing (FRA)
Senioren-70-Doppel:
1.	R. Forsberg/C. Österholm (SWE)
Seniorinnen-70-Einzel:
1.	Eliška Krejčová (CZE)
Seniorinnen-70-Doppel:
1.	A. Crèvecoeur/M. Van Gelder (BEL)
Senioren-75-Einzel:
1.	Svante Thorsell (SWE)
Senioren-75-Doppel:
1.	M. Prazak/Svante Thorsell (CZE/SWE)
Seniorinnen-75-Einzel:
1.	Andrée Crèvecoeur (BEL)
Seniorinnen-75-Doppel:
1.	Ursula Bihl/Berti Pingel (GER)
Senioren-80-Einzel:
1.	Gunnar Säwerström (SWE)
Senioren-80-Doppel:
1.	O. Blomkvist/G. Säwerström (SWE)

### 1999 in Göteborg
Senioren-40-Einzel:
1.	Liang Geliang (GER)
Senioren-40-Doppel:
1.	M. Chenk/J. Vojtek (CZE)
Seniorinnen-40-Einzel:
1.	Branka Batinić (CRO)
Seniorinnen-40-Doppel:
1.	Susanne Pedersen/Annie Ramberg (DEN)
Senioren-50-Einzel:
1.	Herbert Neubauer (GER)
Senioren-50-Doppel:
1.	Anatoli Amelin/Herbert Neubauer (RUS/GER)
Seniorinnen-50-Einzel:
1.	Jutta Trapp (GER)
Seniorinnen-50-Doppel:
1.	Elke Hamel/Carla Strauß (GER)
Senioren-60-Einzel:
1.	Per Magnusson (SWE)
Senioren-60-Doppel:
1.	A. Persson/J. Skultety (SWE)
Seniorinnen-60-Einzel:
1.	Marget Heger (GER)
Seniorinnen-60-Doppel:
1.	Ilse Lantermann/Waltraud Zehne (GER)
Senioren-65-Einzel:
1.	Georg Mach (SUI)
Senioren-65-Doppel:
1.	F. Lockwood/G. Karlsson (ENG/SWE)
Seniorinnen-65-Einzel:
1.	Marianne Blasberg (GER)
Seniorinnen-65-Doppel:
1.	I. Bauer/G. Haubt (GER)
Senioren-70-Einzel:
1.	Geoffrey Brook (ENG)
Senioren-70-Doppel:
1.	G. Kindstedt/C. Österholm (SWE)
Seniorinnen-70-Einzel:
1.	Reina Wetterström (SWE)
Seniorinnen-70-Doppel:
1.	E. Fletcher/R.Wetterström (ENG/SWE)
Senioren-75-Einzel:
1.	Alfred Kocher (GER)
Senioren-75-Doppel:
1.	R. Etheridge/H. Levinge (ENG/IRL)
Seniorinnen-75-Einzel:
1.	Betty Gray (ENG)
Seniorinnen-75-Doppel:
1.	Ursula Bihl/Berti Pingel (GER)
Senioren-80-Einzel:
1.	Gunnar Säwerström (SWE)
Senioren-80-Doppel:
1.	O. Blomdvist/G. Säwerström (SWE)
Seniorinnen-80-Einzel:
1.	Genevieve Rabattet (FRA)

### 2001 inAarhus
Senioren-40-Einzel:
1.	Miroslav Cecava (CZE)
Senioren-40-Doppel:
1.	M. Cecava/Z. Spacek (CZE)
Seniorinnen-40-Einzel:
1.	Edit Urbán (HUN)
Seniorinnen-40-Doppel:
1.	Susanne Pedersen/Annie Ramberg (DEN)
Senioren-50-Einzel:
1.	Liang Geliang (GER)
Senioren-50-Doppel:
1.	B.P. Freih.v. Dietrich/Liang Geliang (GER)
Seniorinnen-50-Einzel:
1.	Brit Radberg-Gustavii (SWE)
Seniorinnen-50-Doppel:
1.	G. Engel/J. Schultz (GER)
Senioren-60-Einzel:
1.	Ernst Bison (GER)
Senioren-60-Doppel:
1.	D. Bilic/K. Rauch (GER)
Seniorinnen-60-Einzel:
1.	Margaret Dignum (ENG)
Seniorinnen-60-Doppel:
1.	R. Metge/I. Schaar (GER)
Senioren-65-Einzel:
1.	Georg Karlsson (SWE)
Senioren-65-Doppel:
1.	R. Luber/G. Mach (GER/SUI)
Seniorinnen-65-Einzel:
1.	Marianne Blasberg (GER)
Seniorinnen-65-Doppel:
1.	Ilse Lantermann/Waltraud Zehne (GER)
Senioren-70-Einzel:
1.	Vladimir Buchta (CZE)
Senioren-70-Doppel:
1.	W. Fleiner/R. Gross (GER)
Seniorinnen-70-Einzel:
1.	Pamela Butcher (ENG)
Seniorinnen-70-Doppel:
1.	P. Butcher/R. Wetterström (ENG/SWE)
Senioren-75-Einzel:
1.	Curt Österholm (SWE)
Senioren-75-Doppel:
1.	R. Gerasch/K. Schmid (GER)
Seniorinnen-75-Einzel:
1.	Edna Fletcher (ENG)
Senioren-80-Einzel:
1.	Leslie D’Arcy (ENG)
Senioren-80-Doppel:
1.	H. Berthold/V. Scheuer (GER)
Seniorinnen-80-Einzel:
1.	Berti Pingel (GER)
Seniorinnen-80-Doppel:
1.	Ursula Bihl/Berti Pingel (GER)

### 2003 inCourmayeur
Senioren-40-Einzel:
1.	Stepanek Zbynek (CZE)
Senioren-40-Doppel:
1.	S. Leshev/S. Manturov (RUS)
Seniorinnen-40-Einzel:
1.	Edit Urbán (HUN)
Seniorinnen-40-Doppel:
1.	Annie Ramberg/Susanne Pedersen (DEN)
Senioren-50-Einzel:
1.	Liang Geliang (GER)
Senioren-50-Doppel:
1.	Claus Pedersen/Niels Ramberg (DEN)
Seniorinnen-50-Einzel:
1.	Susanne Pedersen (DEN)
Seniorinnen-50-Doppel:
1.	D. Pierce/S. Ryder (ENG)
Senioren-60-Einzel:
1.	Dimitrij Bilic (GER)
Senioren-60-Doppel:
1.	D. Bilic/Herbert Neubauer (GER/SUI)
Seniorinnen-60-Einzel:
1.	Jutta Schultz (GER)
Seniorinnen-60-Doppel:
1.	R. Schneider/M. Kongeter (GER)
Senioren-65-Einzel:
1.	Dieter Lippelt (GER)
Senioren-65-Doppel:
1.	H. Yahiel/H. Jacob (FRA)
Seniorinnen-65-Einzel:
1.	Marianne Blasberg (GER)
Seniorinnen-65-Doppel:
1.	B. Bird/N. Pilliere (ENG/FRA)
Senioren-70-Einzel:
1.	George Karlsson (SWE)
Senioren-70-Doppel:
1.	H. Koula/H. Zemsch (GER)
Seniorinnen-70-Einzel:
1.	Edith Santifaller (ITA)
Seniorinnen-70-Doppel:
1.	Edith Santifaller/I. Hecq (ITA/BEL)
Senioren-75-Einzel:
1.	Curt Österholm (SWE)
Senioren-75-Doppel:
1.	Lumir Ruzha/R. Forsberg (CZE/SWE)
Seniorinnen-75-Einzel:
1.	Sonia Fynn (ENG)
Seniorinnen-75-Doppel:
1.	A. Crevecoeur/M. Van Gelder (BEL)
Senioren-80-Einzel:
1.	Leslie D’Arcy (ENG)
Senioren-80-Doppel:
1.	Leslie D’Arcy/J. Husbands (ENG)
Seniorinnen-80-Einzel:
1.	Ursula Bihl (GER)
Seniorinnen-80-Doppel:
1.	Ursula Bihl/Berti Pingel (GER)
Seniorinnen-85-Einzel:
1.	Molly Hawkins (ENG)

### 2005 inBratislava
Teilnehmer: 1.892
Senioren-40-Einzel:
1.	Miroslav Cecava (CZE)
2.	Anton Kutis (SVK)
Senioren-40-Doppel:
1.	Anton Kutis/Joe Kennedy (SVK/ENG)
2.	Pierre Picard/Mirco Nicorescu (FRA/ROU)
Seniorinnen-40-Einzel:
1.	Valentina Popova (SVK)
2.	Larisa Farina (RUS)
Seniorinnen-40-Doppel:
1.	Annie Ramberg/Susanne Pedersen (DEN)
2.	Larisa Farina/Vera Bazzi (RUS/SUI)
Senioren-50-Einzel:
1.	Rein Lindmae (EST)
2.	Leonid Segal (UKR)
Senioren-50-Doppel:
1.	Rein Lindmae/Leonid Segal (EST/UKR)
2.	Joachim Jakel/Manfred Nieswand (GER)
Seniorinnen-50-Einzel:
1.	Elmira Antonyan (ARM)
2.	Susanne Pedersen (DEN)
Seniorinnen-50-Doppel:
1.	Elmira Antonyan/Teresia Foldy (ARM/SUI)
2.	Ingrid Arndt/Irmtraut Ohrmann-Mangels (GER)
Senioren-60-Einzel:
1. 	Herbert Neubauer (SUI)
2.	Dimitrije Bilic (GER)
Senioren-60-Doppel:
1.	Peter Horvat/Tibor Lacko (SVK)
2.	Harald Todt/Eugenie Gorecki (GER/POL)
Seniorinnen-60-Einzel:
1.	Jarmila Hummelova (CZE)
2.	Jutta Schultz (GER)
Seniorinnen-60-Doppel:
1.	Gudrun Engel/Jutta Schultz (GER)
2.	Rosi Berg/Karin Rauscher (GER)
Senioren-65-Einzel:
1.	Horst Langer (GER)
2.	Manfred Brocker (GER)
Senioren-65-Doppel:
1.	Horst Reinhart/Manfred Brocker (GER)
2.	Dieter Lippelt/Horst Langer (GER)
Seniorinnen-65-Einzel:
1.	Nicole Pilliere (FRA)
2.	Hannelore Jenkins (GER)
Seniorinnen-65-Doppel:
1.	Ella Lauer/Heidi Wunner (GER)
2.	Ilse Garbade/Gerda Nielen (SUI/NED)
Senioren-70-Einzel:
1.	George Evans (WAL)
2.	Oskar Schmollinger (GER)
Senioren-70-Doppel:
1.	George Karlsson/Geoffrey Brook (SWE/ENG)
2.	Horst Hirt/Helmut Neusser (GER)
Seniorinnen-70-Einzel:
1.	Marianne Blasberg (GER)
2.	Edith Santifaller (ITA)
Seniorinnen-70-Doppel:
1.	Marianne Blasberg/Pamela Butcher (GER/ENG)
2.	Anneliese Bischoff/Sigrid Mathias (GER)
Senioren-75-Einzel:
1.	Terry Donlon (ENG)
2.	Geoffrey Brook (ENG)
Senioren-75-Doppel:
1.	Toni Breumair/Herbert Zemsch (GER)
2.	Walter Fleiner/Rolf Gross (GER)
Seniorinnen-75-Einzel:
1.	Pamela Butcher (ENG)
2.	Irene Hecq (BEL)
Seniorinnen-75-Doppel:
1.	Luise Stoiber/Gisela Langen (GER)
2.	Irene Hecq/Laimpota Jordane (BEL/LAT)
Senioren-80-Einzel:
1. Leslie D´Arcy (ENG)
2. Curt Osterholm (SWE)
Senioren-80-Doppel:
1.	Hubert Levinge/Leslie D´Arcy (IRL/ENG)
2.	Rune Forsberg/Curt Osterholm (SWE)
Seniorinnen-80-Einzel:
1.	Mavis van Gelder (BEL)
2.	Andree Crevecoeur (BEL)
Seniorinnen-80-Doppel:
1.	Ursula Bihl/Märtha Goransson (GER/SWE)
2.	Edna Fletcher/Sonja Fynn (ENG)
Senioren-85-Einzel:
1.	Gustav Rey (GER)
2.	Oiva Sitonen (FIN)
Senioren-85-Doppel:
1.	Oiva Sitonen/Hans Schlup (FIN/SUI)
2.	Andre Marcoux/Robert Brengard (FRA)
Seniorinnen-85-Einzel:
1.	Betty Gray (WAL)
2.	Geneviève Rebattet (FRA)

### 2007 in Rotterdam
Teilnehmer: 2.000
Senioren-40-Einzel:
1. Colum Slevin (IRE)
Senioren-40-Doppel:
1. Egeholt/Slevin (DEN/IRE)
Seniorinnen-40-Einzel:
1. Larisa Farina (RUS)
Seniorinnen-40-Doppel:
1. Farina/Yenenko (RUS/UKR)
Senioren-50-Einzel:
1. János Takács (SUI)
Senioren-50-Doppel:
1. Reinhard Sorger/Stanislaw Fraczyk (AUT)
Seniorinnen-50-Einzel:
1. Annie Ramberg (DEN)
Seniorinnen-50-Doppel:
1. Susanne Pedersen/Annie Ramberg (DEN)
Senioren-60-Einzel:
1. Wilfried Lieck (GER)
Senioren-60-Doppel:
1. Lieck/Reuland (GER)
Seniorinnen-60-Einzel:
1. Jarmila Hummelova (CZE)
Seniorinnen-60-Doppel:
1. Földy/Hummelova (SUI/CZE)
Senioren-65-Einzel:
1. Dimitrije Bilic (CRO)
Senioren-65-Doppel:
1. Horst Langer/Jürgen Langer (GER)
Seniorinnen-65-Einzel:
1. Magarete Köngeter (GER)
Seniorinnen-65-Doppel:
1. Dignum/Tyler (ENG)
Senioren-70-Einzel:
1. Jozsef Mayer (HUN)
Senioren-70-Doppel:
1. Schröder/Steinkämper (GER)
Seniorinnen-70-Einzel:
1. Marianne Blasberg (GER)
Seniorinnen-70-Doppel:
1. Blasberg/Butcher (GER/ENG)
Senioren-75-Einzel:
1. Geoffrey Brook (ENG)
Senioren-75-Doppel:
1. Koula/Rau (GER)
Seniorinnen-75-Einzel:
1. Waltraud Zehne (GER)
Seniorinnen-75-Doppel:
1. Willke/Zehne (GER)
Senioren-80-Einzel:
1. Lumir Ruzha (CZE)
Senioren-80-Doppel:
1. Levinge/Österholm (IRE/SWE)
Seniorinnen-80-Einzel:
1. Edna Flechter (ENG)
Seniorinnen-80-Doppel:
1. Eliška Krejčová/Sabine Kramer (CZE/GER)
Senioren-85-Einzel:
1. Leslie D´Arcy (ENG)
Senioren-85-Doppel:
1. D´Arcy/Husbands (ENG)
Seniorinnen-85-Einzel:
1. Andrée Crèvecoeur (BEL)
Seniorinnen-85-Doppel:
1. Märtha Göransson/Betty Gray (SWE/WAL)

### 2009 inPoreč
Teilnehmer: 2.199
Senioren-40-Einzel:
1.	Allan Bentsen (DEN)
2.	Henrik 	Vendelbo (DEN)
Senioren-40-Doppel:
1.	Allan Bentsen/Henrik Vendelbo (DEN)
Seniorinnen-40-Einzel:
1.	Olga Nemes (GER)
2.	Szilvia Kahn (GER)
Seniorinnen-40-Doppel:
1.	Olga Nemes/Szilvia Kahn (GER)
Senioren-50-Einzel:
1.	Ding Yi (AUT)
2.	Miroslav Cecava (CZE)
Senioren-50-Doppel:
1.	Bernhard Thiel/Gerd Werner (GER)
Seniorinnen-50-Einzel:
1.	Branka Batinić (HRV)
2.	Antonyan Elmira (SUI)
Seniorinnen-50-Doppel:
1.	Branka Batinić/Larisa Farina (HRV/RUS)
Senioren-60-Einzel:
1.	Claus Pedersen (DEN)
2.	Jiri Fafek (CZE)
Senioren-60-Doppel:
1.	Jaroslav Kucera/Karel Sekanina (CZE)
Seniorinnen-60-Einzel:
1.	Jutta Trapp (GER)
2.	Gizella Zacher (HUN)
Seniorinnen-60-Doppel:
1.	Karin Flemke/Christina Lübbe (GER)
Senioren-65-Einzel:
1.	Dimitrije Bilic (GER)
2.	Edvard Vecko (SVN)
Senioren-65-Doppel:
1.	Horst Langer/Jürgen Langer (GER)
Seniorinnen-65-Einzel:
1.	Jarmila Hummelova (CZE)
2.	Jutta Baron (GER)
Seniorinnen-65-Doppel:
1.	Rosi Berg/Karin Rauscher (GER)
Senioren-70-Einzel:
1.	Horst Langer (GER)
2.	Bo Thorinsson (SWE)
Senioren-70-Doppel:
1.	Peter Stolzenburg/Valer Langehegermann (GER/LUX)
Seniorinnen-70-Einzel:
1.	Jean White (ENG)
2.	Margret Heger (GER)
Seniorinnen-70-Doppel:
1.	Marianne Ernst/Lilo Volkmann (GER)
Senioren-75-Einzel:
1.	Jozsef 	Mayer (HUN)
2.	Josef Rakosnik (CZE)
Senioren-75-Doppel:
1.	Zdenek Lhotka/Georg Mach (CZE/SUI)
Seniorinnen-75-Einzel:
1.	Marianne Blasberg (GER)
2.	Martha Wilke (GER)
Seniorinnen-75-Doppel:
1.	Marianne Blasberg/Pamela Butcher (GER/ENG)
Senioren-80-Einzel:
1.	Curt Österholm (SWE)
2.	Toni Breumair (GER)
Senioren-80-Doppel:
1.	Geoffrey Brook/Terry Donlon (ENG)
Seniorinnen-80-Einzel:
1.	Ursula Kareseit (GER)
2.	Eliška Krejčová (CZE)
Seniorinnen-80-Doppel:
1.	Ursula Kareseit/Luise Stober (GER)
Senioren-85-Einzel:
1.	Armin Eckert (GER)
2.	Leslie D´Arcy (ENG)
Senioren-85-Doppel:
1.	Leslie D´Arcy/Hubert Levinge (ENG/IRL)
Seniorinnen-85-Einzel:
1.	Ursula Bihl (GER)
2.	Angele Joing (FRA)
Seniorinnen-85-Doppel:
1.	Ursula Bihl/Inge-Brigitte Herrmann (GER)

### 2011 inLiberec
Teilnehmer: 2.478
Senioren-40-Einzel:
1.	Anton Kutis (SVK)
2.	Joszef Scocs (HUN)
Senioren-40-Doppel:
1.	Laurestus Trumpauskas/Dmitry Abramenko (ENG/ISR)
2.	Georgy Rubinshteyn/Aleksandr Savelyev (RUS)
Seniorinnen-40-Einzel:
1.	Elena Lamonos (GER)
2.	Larisa Lavrukhina (RUS)
Seniorinnen-40-Doppel:
1.	Marta Daubnerova/Daniela Petrekova (SVK)
2.	Marina Vasilyeva/Larisa Lavrukhina (RUS)
Senioren-50-Einzel:
1.	Miroslav Cecava (CZE)
2.	Ding Yi (AUT)
Senioren-50-Doppel:
1.	Miroslav Cecava/Jiri Vojtek (CZE)
2.	Rolf Eberhardt/Reiner Kürschner (GER)
Seniorinnen-50-Einzel:
1.	Valentina Popova (RUS)
2.	Elmira Antonyan (SUI)
Seniorinnen-50-Doppel:
1.	Valentina Popova/Larisa Farina (SVK/RUS)
2.	Larisa Andreeva/Elmira Antonyan (RUS/SUI)
Senioren-60-Einzel:
1.	Claus Pedersen (DEN)
2.	Matti Lappalainen (FIN)
Senioren-60-Doppel:
1.	Matti Lappalainen/Göran Skogsberg (FIN/SWE)
2.	Claus Pedersen/Niels Ramberg (DEN)
Seniorinnen-60-Einzel:
1.	Elisabeth Ira Husin (BEL)
2.	Diane Pearce (ENG)
Seniorinnen-60-Doppel:
1.	Elisabeth Ira Husin/Barbara Bromboszcz (BEL/POL)
2.	Karin Flemke/Christine Lübbe (GER)
Senioren-65-Einzel:
1.	Jaroslav Kunz (GER)
2.	Niels Ramberg (DEN)
Senioren-65-Doppel:
1.	Jaroslav Kunz/Dr. Reinhard Lahme (GER)
2.	Josef Merk/Detlef Siewert (GER)
Seniorinnen-65-Einzel:
1.	Jutta Baron (GER)
2.	Jamila Hummelova (CZE)
Seniorinnen-65-Doppel:
1.	Jutta Baron/Gudrun Engel (GER)
2.	Roswitha Berg/Karin Rauscher (GER)
Senioren-70-Einzel:
1.	Horst Langer (GER)
2.	Tibor Lacko (SVK)
Senioren-70-Doppel:
1.	Siegfried Lemke/Dieter Lippelt (GER)
2.	Wolfgang Schmidt/Horst Iffland sr. (GER/SUI)
Seniorinnen-70-Einzel:
1.	Sally Bax (ENG)
2.	Doreen Schofield (ENG)
Seniorinnen-70-Doppel:
1.	Sally Bax/Jean White (ENG)
2.	Doris Dieckmann/Rosemarie Preininger (GER)
Senioren-75-Einzel:
1.	Ingvar Johnsson (SWE)
2.	Fred Lockwood (ENG)
Senioren-75-Doppel:
1.	Klaus Krüger/Richard Luber (GER)
2.	Karel Jezek/Oldrich Mikula (CZE)
Seniorinnen-75-Einzel:
1.	Marianne Blasberg (GER)
2.	Nicole Pilliere (FRA)
Seniorinnen-75-Doppel:
1.	Anneliese Bischoff/Sigrid Matthias (GER)
2.	Betty Bird/Nicole Pilliere (ENG/FRA)
Senioren-80-Einzel:
1.	Friedrich Rössler (GER)
2.	Heiner Koula (GER)
Senioren-80-Doppel:
1.	Walter Fleiner/Rolf Groß (GER)
2.	Ernst Junker/Manfred Mitrowan (GER)
Seniorinnen-80-Einzel:
1.	Pamela Butcher (ENG)
2.	Gisela Langen (GER)
Seniorinnen-80-Doppel:
1.	Gisela Langen/Kaija Kosonen (GER/FIN)
2.	Sabine Kramer/Eliška Krejčová (GER/CZE)
Senioren-85-Einzel:
1.	Curt Österholm (SWE)
2.	Hubert Levinge (IRL)
Senioren-85-Doppel:
1.	Rune Forsberg/Curt Österholm (SWE)
2.	Armin Eckert/Johann Englmaier (GER)
Seniorinnen-85-Einzel:
1.	Nellie Penny (ENG)
2.	Ursula Bihl (GER)
Seniorinnen-85-Doppel:
1.	Nellie Penny/Gre Korf (ENG/NED)
2.	Inge-Brigitte Herrmann/Ursula Bihl (GER)

### 2013 in Bremen
Teilnehmer: 3.242
Senioren-40-Einzel:
1. Mukhamed Kushkhov (RUS)
2. Dmitri Masunow (RUS)
Senioren-40-Doppel:

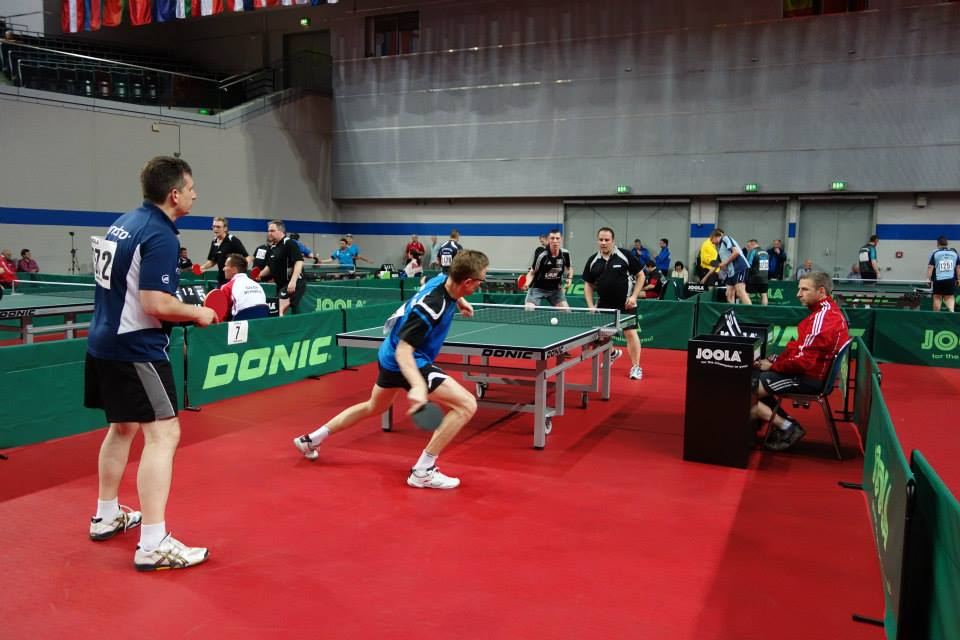
Doppel Ü40: Erstrundenpartie I.Tiemann/D.Masunow - T.Salomon/M.Geng

1. Zsolt-Georg Böhm/Andreas Fejer-Konnerth (GER)
2. Colum Slevin/Lorestas Trumpauskas (IRL/ENG)
Seniorinnen-40-Einzel:
1. Elena Lamonos (GER)
2. Alessia Arisi (ITA)
Seniorinnen-40-Doppel:
1. Elena Chunikhina/Larisa Lavrukhina (RUS)
2. Elena Lamonos/Ina Jozepsone (GER/LAT)
Senioren-50-Einzel:
1. Mikael Appelgren (SWE)
2. Ding Yi (AUT)
Senioren-50-Doppel:
1. Lutz Mocker/Uwe Christlieb (GER)
2. Dirk Koss/Alexander Michajlov (GER)
Seniorinnen-50-Einzel:
1. Jing Tian-Zörner (GER)
2. Vera Bazzi (SUI)
Seniorinnen-50-Doppel:
1. Maria Gaftea/Maria Popa (ROU)
2. Jutta von Diecken/Marion Klußmann (GER)
Senioren-60-Einzel:
1. Stanislaw Fraczyk (AUT)
2. Rein Lindmäe (EST)
Senioren-60-Doppel:
1. Reinhard Sorger/Stanislaw Fraczyk (AUT)
2. Gerd Werner/Dieter Jürgens (GER)
Seniorinnen-60-Einzel:
1. Larisa Andreeva (RUS)
2. Larisa Ilinskaya (RUS)
Seniorinnen-60-Doppel:
1. Christa Geist/Sabine Siewert-Rath (GER)
2. Galina Zvereva/Larisa Andreeva (RUS)
Senioren-65-Einzel:
1. Claus Pedersen (DEN)
2. Milos Matejicek (CZE)
Senioren-65-Doppel:
1. Claus Pedersen/Niels Ramberg (DEN)
2. Gennady Gmyra/Vladimir Stolnikov (RUS)
Seniorinnen-65-Einzel:
1. Mare Kabrits (EST)
2. Jutta Trapp (GER)
Seniorinnen-65-Doppel:
1. Marianne Kerwat/Ursula Krüger (GER)
2. Gudrun Engel/Jutta Baron (GER)
Senioren-70-Einzel:
1. Uwe Wienprecht (GER)
2. Siegfried Lemke (GER)
Senioren-70-Doppel:
1. Ernst Bison/Bernd Witthaus (GER)
2. Roy Norton/Emanuele Rame (ENG/ITA)
Seniorinnen-70-Einzel:
1. Jutta Baron (GER)
2. Doris Diekmann (GER)
Seniorinnen-70-Doppel:
1. Ellen Haak/Edit Wetzel (GER)
2. Heidi Wunner/Christa Gebhardt (GER)
Senioren-75-Einzel:
1. Dieter Lippelt (GER)
2. Josef Rakosnik (CZE)
Senioren-75-Doppel:
1. Adolf Propfe/Karl-Heinz Falke (GER)
2. Helmut Näter/Rudi Fritzinger (GER)
Seniorinnen-75-Einzel:
1. Marianne Blasberg (GER)
2. Sigrid Matthias (GER)
Seniorinnen-75-Doppel:
1. Betty Bird/Nicole Pilliere (ENG/FRA)
2. Margret Heger/Regina Isern (GER)
Senioren-80-Einzel:
1. Rolf Groß (GER)
2. Fred Lookwood (ENG)
Senioren-80-Doppel:
1. Geofrey Bax/Fred Lookwood (ENG)
2. Erich Buchner/Hans-Jürgen Schaef (GER)
Seniorinnen-80-Einzel:
1. Anneliese Bischoff (GER)
2. Nicole Brengard (FRA)
Seniorinnen-80-Doppel:
1. Ursel Poplawski/Inge Bauer (GER)
2. Gisela Langen/Kaija Kosonen (GER/FIN)
Senioren-85-Einzel:
1. Lumir Ruzha (CZE)
2. Oldrich Fiala (CZE)
Senioren-85-Doppel:
1. Lumir Ruzha/Ernst Junker (CZE/GER)
2. Oldrich Fiala/Rudolf Chroust (CZE)
Seniorinnen-85-Einzel:
1. Eliška Krejčová (CZE)
Seniorinnen-85-Doppel:
1. Laimdota Jordane/Eliška Krejčová (LAT/CZE)
2. Ursula Bihl/Inge-Brigitte Herrmann (GER)

### 2015 inTampere(Finnland)
Senioren-40-Einzel:
1. Dmitri Masunow (RUS)
2. Saim Polatkin (TUR)
Senioren-40-Doppel:
1. Georgii Rubinshtein/Aleksandr Savelev (RUS)
2. Henrik Vendelbo (SWE)/Marcus Wanek (GER)
Seniorinnen-40-Einzel:
1. Cecile Ozer (BEL)
2. Elena Chunikhina (RUS)
Seniorinnen-40-Doppel:
1. Elena Chunikhina/Larisa Lavrakhina (RUS)
2. Petronela Badurova/Iveta Kuckova (SVK)
Senioren-50-Einzel:
1. Ding Yi (AUT)
2. Carsten Egeholt (DEN)
Senioren-50-Doppel:
1. Yury Illarionov/Igor Roldugin (RUS)
2. Ding Yi (AUT)/Aleksei Rodin (RUS)
Seniorinnen-50-Einzel:
1. Branka Batinic (CRO)
2. Inna Tikhomirova (RUS)
Seniorinnen-50-Doppel:
1. Maria Vintila Tifachi (ESP)/Maria Gaftea (ROU)
2. Branka Batinic (CRO)/Marion Klußmann (GER)
Senioren-60-Einzel:
1. Bela Frank (HUN)
2. Rein Lindmäe (EST)
Senioren-60-Doppel:
1. Rein Lindmae (EST)/Leonid Segal (UKR)
2. Jürgen Hecht/Manfred Nieswand (GER)
Seniorinnen-60-Einzel:
1. Elle Oun (EST)
2. Nella Mamlina (ISR)
Seniorinnen-60-Doppel:
1. Monika Hußmann/Gerda Kux-Sieberath (GER)
2. Eliane Charbonneau/Michelle Sevin (FRA)
Senioren-65-Einzel:
1. Nosratallah Safai (SWE)
2. Goran Skoksberg (SWE)
Senioren-65-Doppel:
1. Claus Pedersen/Niels Ramberg (DEN)
2. Matti Lappalainen (FIN)/Goran Skogsberg (SWE)
Seniorinnen-65-Einzel:
1. Istvanee Jonyer (HUN)
2. Larisa Ilinskaia (RUS)
Seniorinnen-65-Doppel:
1. Marianne Kerwat/Ursula Krüger (GER)
2. Marjorie Dawson (ENG)/Elke Richter (GER)
Senioren-70-Einzel:
1. Wolfgang Schmidt (GER)
2. Dimitrije Bilic (GER)
Senioren-70-Doppel:
1. Herbert Neubauer/Wolfgang Schmidt (GER)
2. Roy Norton/Kenneth Stonebridge (ENG)
Seniorinnen-70-Einzel:
1. Jutta Baron (GER)
2. Ursula Krüger (GER)
Seniorinnen-70-Doppel:
1. Rosi Berg/Karin Rauscher (GER)
2. Jutta Baron/Gudrun Engel (GER)
Senioren-75-Einzel:
1. Horst Iffland (SUI)
2. Dieter Lippelt (GER)
Senioren-75-Doppel:
1. Siegfried Lemke/Uwe Wienprecht (GER)
2. Jan Eric Olofsson/Bo Torinsson (SWE)
Seniorinnen-75-Einzel:
1. Karin Niemeyer (GER)
2. Nicole Pilliere (FRA)
Seniorinnen-75-Doppel:
1. Karla Gutschmidt/Heidi Wunner (GER)
2. Betty Bird/Carol Judson (ENG)
Senioren-80-Einzel:
1. Kai Merimaa (FIN)
2. Fred Lookwood (ENG)
Senioren-80-Doppel:
1. Arno Dissman/Heiner Koula (GER)
2. Rolf Groß/Richard Luber (GER)
Seniorinnen-80-Einzel:
1. Marianne Blasberg (GER)
2. Martha Willke (GER)
Seniorinnen-80-Doppel:
1. Marianne Blasberg (GER)/Pam Butcher (ENG)
2. Anneliese Bischoff/Sigrid Matthias (GER)
Senioren-85-Einzel:
1. Lumir Ruzha (CZE)
2. Rolf Groß (GER)
Senioren-85-Doppel:
1. Ernst Junker/Friedrich Rößler (GER)
2. Louis Gaiffe/Yves Laine (FRA)
Seniorinnen-85-Einzel:
1. Pam Butcher (ENG)
2. Gisela Langen (GER)
Seniorinnen-85-Doppel:
1. Irene Hecq (BEL)/Gisela Langen (GER)
2. Mireille Migeotte/Irma Reynaert (BEL)

### 2017 in Helsingborg (Schweden)
Senioren-40-Einzel:
1. Magnus Mansson (SWE)
2. Marcin Kusinski (POL)
Senioren-40-Doppel:
1. Uwe Bertram (GER)/Viktor Vasylevskyi (UKR)
2. Eric Durand (FRA)/Christian Ibenfeldt (NOR)
Seniorinnen-40-Einzel:
1. Cecile Ozer (BEL)
2. Libuse Horakova (CZE)
Seniorinnen-40-Doppel:
1. Cecile Ozer/Magali Charlier (BEL)
2. Larisa Lavrukhina/Elena Chunikhina (RUS)
Senioren-50-Einzel:
1. Miroslav Cecava (CZE)
2. Ding Yi (AUT)
Senioren-50-Doppel:
1. Yury Illarionov/Igor Roldugin (RUS)
2. Andreas Fejer-Konnerth (GER)/Sandor Varga (HUN)
Seniorinnen-50-Einzel:
1. Barbro Wiktorsson (SWE)
2. Yue Xia Wang Fridén (SWE)
Seniorinnen-50-Doppel:
1. Barbro Wiktorsson/Ulrika Hansson (SWE)
2. Maria Vintila Tifachi (ESP)/Maria Gaftea (ROU)
Senioren-60-Einzel:
1. Bela Frank (HUN)
2. Rein Lindmäe (EST)
Senioren-60-Doppel:
1. Jürgen Hecht/Manfred Nieswand (GER)
2. Rein Lindmäe (EST)/Leonid Segal (UKR)
Seniorinnen-60-Einzel:
1. Larisa Andreeva (RUS)
2. Elle Oun (EST)
Seniorinnen-60-Doppel:
1. Susanne Pedersen (DEN)/Larisa Andreeva (RUS)
2. Heike Borchardt/Dr. Carmen Petry (GER)
Senioren-65-Einzel:
1. Claus Pedersen (DEN)
2. Goran Skoksberg (SWE)
Senioren-65-Doppel:
1. Povilas Petras Baguzis (LTU)/Feliks Kaplan (RUS)
2. Jouko Manni/Matti Lappalainen (FIN)
Seniorinnen-65-Einzel:
1. Gittan Radberg Gustavii (SWE)
2. Monika Hußmann (GER)
Seniorinnen-65-Doppel:
1. Marianne Kerwat/Ursula Krüger (GER)
2. Irma Barillon (GER)/Gittan Radberg Gustavii (SWE)
Senioren-70-Einzel:
1. Rudolf Steiner (GER)
2. Nosratallah Safai (SWE)
Senioren-70-Doppel:
1. Karel Sekanina/Milos Matejicek (CZE)
2. Erling Borge Nielsen/Niels Ramberg (DEN)
Seniorinnen-70-Einzel:
1. Ursula Krüger (GER)
2. Jutta Baron (GER)
Seniorinnen-70-Doppel:
1. Mare Kabrits (EST)/Marita Neidert (SWE)
2. Emma Kurova/Liudmila Trankvileskaya (RUS)
Senioren-75-Einzel:
1. Siegfried Lemke (GER)
2. Uwe Wienprecht (GER)
Senioren-75-Doppel:
1. Siegfried Lemke/Uwe Wienprecht (GER)
2. Jan Eric Olofsson/Bo Torinsson (SWE)
Seniorinnen-75-Einzel:
1. Margaret Dignum (ENG)
2. Sally Bax (ENG)
Seniorinnen-75-Doppel:
1. Claudette Treinen/Michele de Santa Barbara (FRA)
2. Sally Bax/Carol Judson (ENG)
Senioren-80-Einzel:
1. Kai Merimaa (FIN)
2. Ramesh Bhalla (ENG)
Senioren-80-Doppel:
1. Konrad Steinkämper/Dr. Peter Stolzenburg (GER)
2. Josef Seidl (CZE)/Horst Hedrich (GER)
Seniorinnen-80-Einzel:
1. Marianne Blasberg (GER)
2. Sigrid Matthias (GER)
Seniorinnen-80-Doppel:
1. Marianne Blasberg/Erika Brüggen (GER)
2. Betty Bird/Jean White (ENG)
Senioren-85-Einzel:
1. Georg Karlsson (SWE)
2. Uno Hedin (SWE)
Senioren-85-Doppel:
1. Rolf Groß (GER)/Lumir Ruzha (CZE)
2. Uno Hedin/Georg Karlsson (SWE)
Seniorinnen-85-Einzel:
1. Eeva Eriksson (FIN)
2. Martha Willke (GER)
Seniorinnen-85-Doppel:
1. Eeva Eriksson (FIN)/Ragnhild Lundberg (SWE)
2. Eliška Krejčová (CZE)/Birte Hauth (DEN)

### 2019 in Budapest (Ungarn)
Teilnehmer: 3.270
Senioren-40-Einzel:
1. Cédric Merchez (BEL)
2. Ioannis Vlotinos (GRE)
Senioren-40-Doppel:
1. Gábor Jakab/Márton Marsi (HUN)
2. Cédric Merchez (BEL)/Sven Hielscher (GER)
Seniorinnen-40-Einzel:
1. Katalina Gatinska (BUL)
2. Krisztina Spengler (HUN)
Seniorinnen-40-Doppel:
1. Erika Ackermann/Rita Hajduska (HUN)
2. Sylvia Messer/Sabine Neldner (GER)
Senioren-50-Einzel:
1. Iván Vitsek (HUN)
2. Min Yang (ITA)
Senioren-50-Doppel:
1. Marcello Cicchitti/Min Yang (ITA)
2. Matthias Bluhm/Uwe Christlieb (GER)
Seniorinnen-50-Einzel:
1. Olga Nemes (GER)
2. Yue Xia Wang Fridén (SWE)
Seniorinnen-50-Doppel:
1. Margit Geiger/Olga Nemes (GER)
2. Andrea Turner (HUN)/Zita Ferenczy (ROU)
Senioren-60-Einzel:
1. János Kovács (HUN)
2. Manfred Nieswand (GER)
Senioren-60-Doppel:
1. Bernhard Bürgin/Rolf-Dieter Loss (GER)
2. Aleksei Rodin (RUS)/Ding Yi (AUT)
Seniorinnen-60-Einzel:
1. Branka Batinic (CRO)
2. Larissa Farina (RUS)
Seniorinnen-60-Doppel:
1. Larissa Farina (RUS)/Branka Batinic (CRO)
2. Marita Oscheja/Ilona Söfftge (GER)
Senioren-65-Einzel:
1. David Mahabir (ENG)
2. Rein Lindmäe (EST)
Senioren-65-Doppel:
1. Leonid Segal (UKR)/Rein Lindmäe (EST)
2. Franz-Josef Hürmann/Gerd Werner (GER)
Seniorinnen-65-Einzel:
1. Dina Minakova (RUS)
2. Larisa Andreeva (RUS)
Seniorinnen-65-Doppel:
1. Susanne Pedersen (DEN)/Larisa Andreeva (RUS)
2. Annemarie Falkowski/Gabi Kochanski (GER)
Senioren-70-Einzel:
1. Niels Ramberg (DEN)
2. Geoff Salter (SCO)
Senioren-70-Doppel:
1. Gennady Gmyra/Vladimir Stolnikov (RUS)
2. Matti Lappalainen (FIN)/Vladimir Stolnikov (RUS)
Seniorinnen-70-Einzel:
1. Ursula Krüger (GER)
2. Christel Locher (GER)
Seniorinnen-70-Doppel:
1. Hannelore Dillenberger/Christel Locher (GER)
2. Marjorie Dawson/Diane Pearce (ENG)
Senioren-75-Einzel:
1. Günter Fraunheim (GER)
2. Harald Todt (GER)
Senioren-75-Doppel:
1. Wolfgang Schmidt/Bernd Witthaus (GER)
2. Horst Langer/Jürgen Langer (GER)
Seniorinnen-75-Einzel:
1. Jutta Baron (GER)
2. Edda Christa Wassermeyer-Delekat (GER)
Seniorinnen-75-Doppel:
1. Christa Gebhardt/Heidi Wunner (GER)
2. Rosi Berg/Karin Rauscher (GER)
Senioren-80-Einzel:
1. Siegfried Lemke (GER)
2. Bo Thorinsson (SWE)
Senioren-80-Doppel:
1. Konrad Steinkämper/Peter Stolzenburg (GER)
2. Klaus Krüger/Dieter Lippelt (GER)
Seniorinnen-80-Einzel:
1. Gertrud Mikyska (AUT)
2. Heidi Wunner (GER)
Seniorinnen-80-Doppel:
1. Regina Isern/Hannelore Kaysser (GER)
2. Roswitha Bank/Sigrid Matthias (GER)
Senioren-85-Einzel:
1. Kai Merimaa (FIN)
2. Georg Karlsson (SWE)
Senioren-85-Doppel:
1. Georg Karlsson (SWE)/Kai Merimaa (FIN)
2. Claude Decret/Henri Yahiel (FRA)
Seniorinnen-85-Einzel:
1. Betty Bird (ENG)
2. Marianne Blasberg (GER)
Seniorinnen-85-Doppel:
1. Betty Bird (ENG)/Marianne Blasberg (GER)
2. Martha Willke (GER)/Irma Reynaert (BEL)

### 2022 in Rimini (Italien)
Senioren-40-Einzel:
1. Cedric Merchez (BEL)
2. Artur Daniel (POL)
Senioren-40-Doppel:
1. Jiri Graf/Ivan Karabec (CZE)
2. Artur Daniel/Maciej Rakowicz (POL)
Seniorinnen-40-Einzel:
1. Marina Donner (FIN)
2. Janne Jensen (DEN)
Seniorinnen-40-Doppel:
1. Trine Grauholm/Janne Jensen (DEN)
2. Svetlana Skobinka/Joanna Zilotin Yordanova (ESP)
Senioren-45-Einzel:
1. Gintautas Juchna (LT)
2. Wojciech Tebecio (POL)
Senioren-45-Doppel:
1. Gintautas Juchna / Donatas Lecinskas (LT)
2. Uwe Bertram / Michael Dinse (GER)
Seniorinnen-45-Einzel:
1. Halyna Telna (UKR)
2. Krisztina Spengler (HUN)
Seniorinnen-45-Doppel:
1. Natalia Ostrovska / Halyna Telna (UKR)
2. Anna Brzan / Laura Gambacorta (IT)
Senioren-50-Einzel:
1. Mats Källberg (SWE)
2. Sandijs Vasiljevs (LV)
Senioren-50-Doppel:
1. Lorestas Trumpauskas (ENG) / Sandijs Vasiljevs (LV)
2. Alessandro Bisi / Giovanni Bisi (IT)
Seniorinnen-50-Einzel:
1. Olga Nemes (GER)
2. Wang Xuelan (IT)
Seniorinnen-50-Doppel:
1. Wang Xuelan (IT) / Yang-Xu Yanhua (GER)
2. Margit Geiger / Olga Nemes (GER)
Senioren-55-Einzel:
1. Thierry Miller (CH)
2. Anton Kutis (SK)
Senioren-55-Doppel:
1. Peter Beranek (GER) / Mogens Sonnichsen (DEN)
2. Zsolt-Georg Böhm (GER) / Andras Fejer-Konnert (R0)
Seniorinnen-55-Einzel:
1. Yang-Xu Yanhua (GER)
2. Pia Toelhoj (DEN)
Seniorinnen-55-Doppel:
1. Katarina Amark / Lena Johansson (SWE)
2. Monika Göggel / Regina Kasprzak (POL)
Senioren-60-Einzel:
1. Zsolt-Georg Böhm (GER)
2. Miroslav Cecava (CZE)
Senioren-60-Doppel:
1. Denis Fornbault (FRA) / Lars Hauth (DEN)
2. Fatai Adeyemo / Gianmarco Gallina (IT)
Seniorinnen-60-Einzel:
1. Valentina Popova (SK)
2. Gabriella Ivasko (HUN)
Seniorinnen-60-Doppel:
1. Gabriella Ivasko (HUN) / Valentina Popova (SK)
2. Cornelia Bienstadt / Karen Hellwig (GER)